# Dorsa Smirnov
Dorsa Smirnov – grupa grzbietów na powierzchni Księżyca  o średnicy około 156 km. Dorsa Smirnov znajduje się na współrzędnych selenograficznych ☾ 27,3°N 25,3°E/27,300000 25,300000 na obszarze Mare Serenitatis.
Nazwa grzbietu została nadana w 1976 roku przez Międzynarodową Unię Astronomiczną i pochodzi od Sergieja Smirnowa (1895-1947), rosyjskiego geologa.